# Love is a golden ring
Love is a golden ring is een lied dat geschreven is door Frank Miller, Richard Dehr en Terry Gilkyson, ofwel het Amerikaanse folktrio The Easy Riders. Het nummer werd voor het eerst uitgebracht door Frankie Laine with The Easy Riders in 1957. Freddy Quinn bracht in 1958 een Duitse versie op de markt: Ich bin ein Vagabund. Enkele decennia later, in 1983, brachten The Cats een cover van het nummer uit.

## Frankie Laine
In 1957 verscheen het nummer Love is a golden ring voor het eerst op een single van Frankie Laine with The Easy Riders. Het countrynummer kwam op nummer 10 van de Amerikaanse Billboard Hot 100 terecht en op nummer 19 van de Britse hitlijsten.

## The Cats
In 1983 brachten The Cats en coverversie van Love is a golden ring uit. Het is de tweede single van hun lp Third life, die de bandleden na hun comeback hadden uitgebracht. De B-kant van de single, If I could be with you now is geschreven door Cees Veerman.

### Hitnotering
De single kwam twee weken op plaats 15 van de Top 40 terecht en stond bij elkaar vijf weken in deze hitlijst. In de Single Top 100 bereikte het een nummer 11-notering.

#### Nederlandse Top 40
| Positie: | 29 | 18 | 15 | 15 | 27 | uit |

#### NederlandseMega top 50
| Positie: | 24 | 14 | 11 | 18 | 19 | 26 | 38 | 50 | uit |

#### BelgischeBRT Top 30
| Positie: | 15 | - | 30 | 17 | 16 | uit |

#### VlaamseUltratop 50
| Positie: | 39 | 22 | 29 | 27 | 19 | 22 | 40 | uit |